# Serrat de Sant Joan (Alt Àneu)
El Serrat de Sant Joan és una serra situada al municipi de l'Alt Àneu (Pallars Sobirà), amb una elevació màxima de 2.157,2 metres.